# John C. Wingfield
John Charteris Wingfield (* 21. September 1948 in Ashbourne, Derbyshire, Vereinigtes Königreich) ist ein US-amerikanischer Zoologe britischer Herkunft.

## Leben
Wingfield wuchs im ländlichen England auf, wo seine Großeltern eine Farm besaßen. Nach seinem Bachelor of Science an der University of Sheffield im Jahr 1970 wurde er im Jahr 1973 zum Ph.D. am University College of North Wales in Bangor promoviert. Während seines Studiums war er als Assistenzbiologe für die Ministerien für Landwirtschaft, Fischerei und Ernährung in Surrey, Großbritannien, tätig. Von 1984 bis 1986 war außerordentlicher Professor an der Rockefeller University. Von 1986 bis 1988 war er außerordentlicher Professor in der Abteilung für Zoologie der University of Washington. 1988 wurde er dort zum ordentlichen Professor ernannt. 1999 wurde er Vorsitzender der Abteilung für Zoologie an der University of Washington.
2007 ging Wingfield an die University of California, Davis, wo er die Position des Lehrstuhlinhabers für Physiologie in der Abteilung für Neurobiologie, Physiologie und Ethologie innehatte. 2016 wurde er als Professor emeritus pensioniert. 
Von 2011 bis 2014 war Wingfield außerordentlicher Professor und stellvertretender Direktor der Rockefeller University, sowie Leiter des Biologiedirektorats der United States National Science Foundation, stellvertretender Direktor der Feldforschungsstation der Universität und stellvertretender Professor. 2010 war er Präsident des 25. International Ornithological Congress in Campos do Jordão in Brasilien.
Wingfields Forschung konzentriert sich auf die Umweltkontrolle der Fortpflanzung und die damit verbundenen Zyklen von Verhalten, Migration, Mauser und Überwinterungsstrategien.

## Auszeichnungen
1985 erhielt er einen Irma T. Hirschl Career Scientist Award der Rockefeller University. 1987 wurde er mit der Elliot Coues Award der American Ornithologists’ Union ausgezeichnet.  Von 1992 bis 1994 erhielt er den Shannon Award der National Institutes of Health sowie 1996 den Quest Award der Animal Behaviour Society. Im selben Jahr erhielt er eine Donald-S.-Farner-Medaille auf dem International Symposium of Avian Endocrinology. 1998 wurde ihm die Ehrendoktorwürde der Universität Göteborg in Schweden und 2010 der University of Sheffield verliehen.

## Schriften (Auswahl)
- Las montañas rocosas, Enciclopedia de la Naturaleza nº 7, 1987
- Desiertos norteamericanos, 1987
- America del Norte, 1987
- Encyclopedia of Nature, 1989
- La Natureleza e el Mundo: América del Norte el Antarctico y la Patagonia. Asia Septentrional. Debate, Madrid 1987, ISBN 84-86182-90-5.
- Tempests, Poxes, Predators, and People: Stress in Wild Animals and How They Cope, Oxford Series in Behavioral Neuroendocrinology, 2015